# جوردن ألان (مخرج)
جوردن ألان (بالإنجليزية: Jordan Alan)‏ هو مخرج أمريكي، ولد في 1967 في نيوجيرسي في الولايات المتحدة.

## وصلات خارجية
- جوردن ألان على موقع IMDb (الإنجليزية)
- جوردن ألان على موقع ألو سيني (الفرنسية)
- جوردن ألان على موقع أول موفي (الإنجليزية)
- جوردن ألان على موقع قاعدة بيانات الفيلم (الإنجليزية)
- جوردن ألان على موقع كينوبويسك (الروسية)